# Datura inoxia

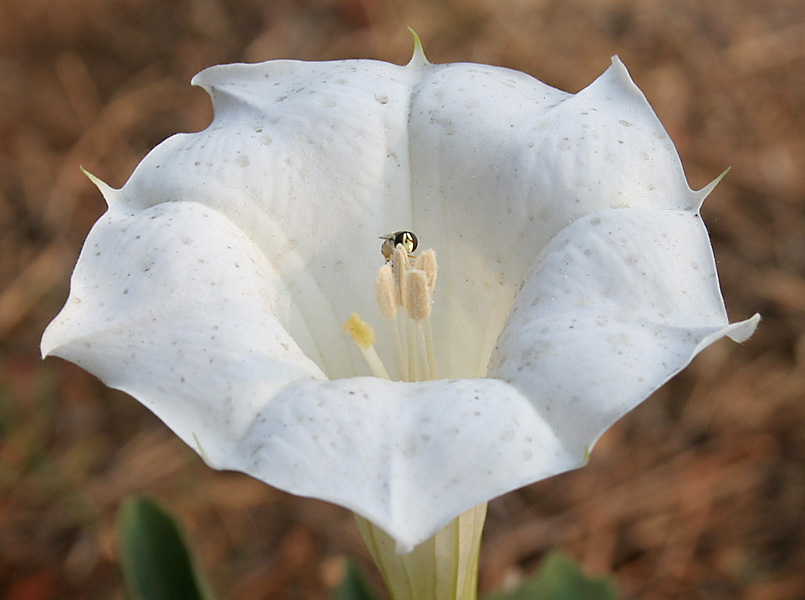
Flor em Hyderabad (Índia).

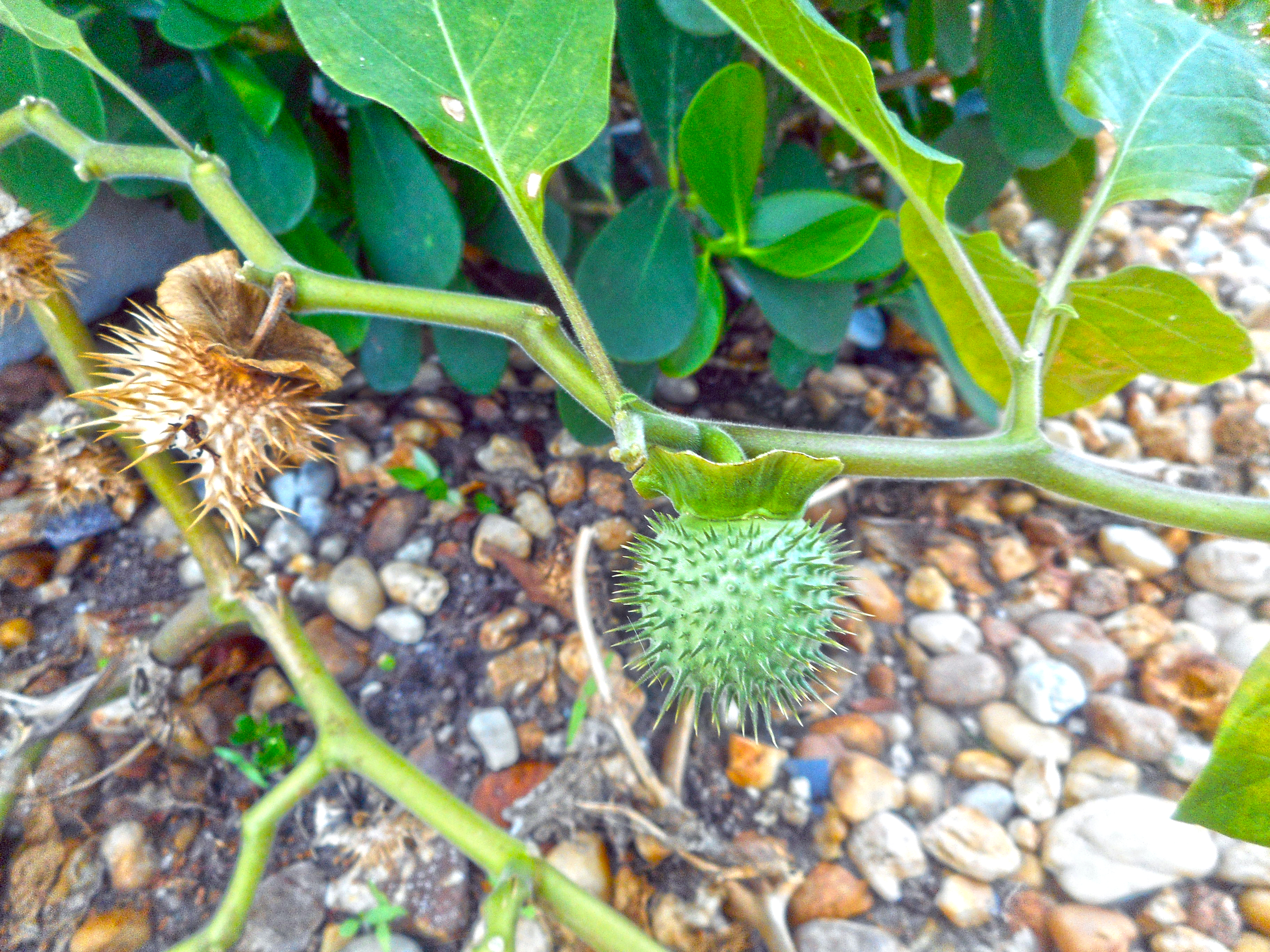
Fruto verde.

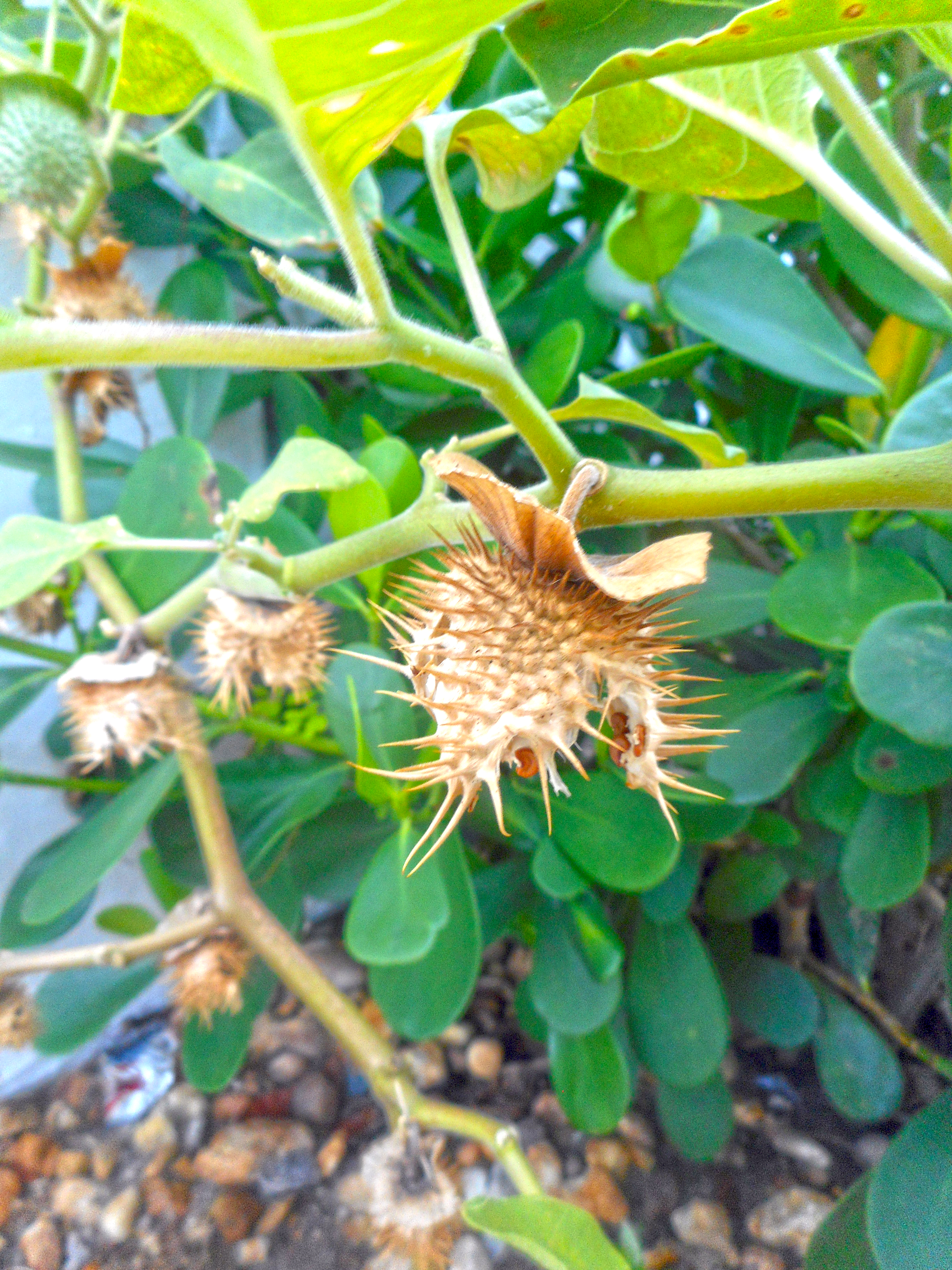
Fruta seca.

Datura inoxia Mill. é uma espécie da família das solanáceas. A espécie é originária da América do Sul e América Central, mas é actualmente sub-cosmopolita, tendo sido introduzida em todas as regiões tropicais e subtropicais e em algumas regiões temperadas onde a ocorrência de geadas tardias é rara. A planta é rica em alcalóides e o seu uso fitoterapêutico, com origem nas civilizações mesoamericanas, levou à sua popularização sob o nome comercial de toloatzin. A espécie é conhecido pelos nomes comuns de origem centro-americana toloatzin e nacazcul, toloache e tártago.  O nome científico é frequentemente citado como Datura innoxia.

## Descrição
A espécie Datura inoxia é uma planta anual, arbustiva, erecta, que alcança um porte de 0,6 m até 1,5 m. Apresenta os caules e as folhas recobertos por uma densa camada de tricomas curtos e muito flexíveis, que dão à planta aspecto aveludado e coloração verde-acinzentada, conferindo uma tonalidade glauca ao conjunto da planta. Os caules são frequentemente de coloração arroxeada. As raízes são aprumadas, napiformes (rizomatozas), com algumas raízes laterais centrífugas.
As folhas são inteiras e elípticas, assimétricas na base, com nervação pinada, por vezes ligeiramente dentadas. As folhas, e o resto da planta, emitem quando esmagadas um cheiro desagradável, semelhante a manteiga rançosa.
As flores, que surgem desde o princípio do verão até ao final do outono, são brancas, com 5 pétalas unidas, em forma de trombeta, com 12 a 19 cm de comprimento, com 10 dentes bem marcados na sua margem distal. Aquando da ântese surgem erectas, erguidas a princípio, e depois vão lentamente rodando e ficando voltadas para o solo. O cálice é tubular, de 5 lóbulos, e parcialmente caduco, rasgando-se pela base quando se inicia a frutificação. A flor emite uma fragrância suave e agradável.
O fruto é uma cápsula ovóide, com cerca de 5 cm de diâmetro, deiscente por 4 válvulas, que, por ser espinhoso, pode ficar preso no pelo ou na plumagem dos animais, facilitando assim a dispersão por zoocoria. As abundantes sementes são discoidais a reniformes, de coloração castanho-alaranjado, com 3-5 mm de diâmetro, comprimidas, foveoladas, com uma espécie de cordão periférico. As sementes podem permanecer no solo sem germinar durante anos se as condições não forem favoráveis.

## Etnobotânica
A espécie é facilmente cultivada com recurso às sementes, que germinam sem dificuldade. Pode também ser propagada com recurso à raiz rizomatosa, que se pode armazenar durante o inverno.
Francisco Hernández de Toledo escreveu que os aztecas designavam a planta pelo nome toloatzin (em espanhol: toloache) e que desde muito antes da Conquista do México já a utilizavam como planta medicinal, especialmente para a confecção de cataplasmas de efeito analgésico para as feridas. Apesar dos aztecas prevenirem contra a loucura que podia produzir o seu abuso, muitos ameríndios a empregavam como enteógeno em mitotes, sessões alucinatórias e ritos iniciáticos e de passagem.
Os alcalóides que esta planta contém, bem como aqueles que ocorrem em geral nas espécies do género Datura, entre os que se encontram a atropina, a escopolamina e a hiosciamina, todos alcalóides  tropânicos, são similares aos da  mandrágora, da  beladona e do meimendro, que também se usavam com prudência como analgésicos na Antiguidade.
Como é comum nas espécies do géneros Datura, ocorre uma grande variação na concentração de toxinas de um exemplar para outro (podendo variar de 5:1) e o grau de toxicidade de diferentes plantas depende do lugar em que cresçam, do solo e do clima, mas também da idade da planta, o que torna muito perigoso o uso destas espécies como droga. Nas culturas antigas era necessário um conhecimento minucioso dos vegetais e muita experiência no seu uso para poder fazer emprego delas sem risco de morte ou dano. Esse conhecimento não está disponível nas sociedades modernas, o que tem resultado em múltiplos acidentes em resultado da ingestão de Datura. Nas décadas de 1990 e de 2000, foram publicadas nos Estados Unidos diversas notícias sobre adolescentes e jovens adultos que morreram ou ficaram seriamente doentes em resultado da ingestão intencional de Datura.
As sementes, bem como o resto da planta, agem como alucinogénico capazes de induzir delirium, mas apresentam um forte risco de overdose. Todas as partes de Datura apresentam níveis perigosos de alcalóides tóxicos que podem ser fatais se ingeridas por humanos ou outros animais, incluindo gado e animais de companhia. Em alguns países é proibido comprar, vender e cultivar plantas do género Datura.
A intoxicação do Datura tipicamente produz uma completa inabilidade para diferenciar a realidade da fantasia (delirium, em contraste com alucinação), hipertermia, taquicardia, comportamento bizarro e possivelmente violento e severa midríase com a resultante dolorosa fotofobia que pode durar vários dias. Severa amnésia é outro efeito frequentemente reportado.
A espécie é empregada em muitas regiões como planta ornamental, ainda que tenda a ser cada vez menos usada dada a sua toxicidade e por ser em muitas áreas fora da sua região de distribuição natural considerada como uma espécie invasora. Por apresentar um ciclo de vida similar ao algodoeiro (Gossypium) é considerada uma praga na regiões onde o algodão é cultivado. Em resultado da toxicidade das suas numerosas sementes, que têm dimensões que facilitam a mistura com as sementes de várias culturas, é considerada um contaminante de sementes.

## Taxonomia
A espécie Datura inoxia foi descrita em 1768 pelo botânico britânico Philip Miller e publicada em The Gardeners Dictionary: . . . eighth edition no. 5. 1768.
O nome genérico Datura tem como etimologia a latinização do termo hindi dhatūrā, "maçã espinhosa", atribuído devido ao aspecto dos frutos. O nome já era utilizado em sânscrito.
O epíteto específico inoxia deriva do latim innoxius, "inofensivo" ou "não nóxio",  um qualificativo difícil de entender, já que a totalidade da planta, mas em particular as sementes, é altamente tóxica. Aparentemente o autor referia-se aos espinhos, já que estes são macios, em contraste com os das outras espécies de Datura.
Na publicação original o nome aparece grafado como D. inoxia, com um único n sendo um erro ortográfico, já que o termo latino se escreve como innoxia (duplo n), razão pela qual algumas autoridades taxonómicas preferem a forma D. innoxia, corrigindo o erro cometido no século XVIII por Philip Miller.
A espécie tem uma rica sinonímica taxonómica, resultado da sua variabilidade e do seu cultivo em múltiplas regiões da América Central. Algumas variedades de D. inoxia foram durante algum tempo erroneamente designadas por Datura meteloides, mas foi entretanto abandonado.

## Espécies similares
A espécie Datura inoxia apresenta grandes semelhanças com outras espécies do género Datura:
- Datura metel — com folhas quase glabras, frutos com protuberâncias arredondadas em vez de espinhosos. Esta espécie do Velho Mundo é muito parecida com D. inoxia, a ponto de ter sido confundidas nos primeiros escritos científicos sobre aquela espécie. Já Avicena, na Pérsia do século XI, descrevera os efeitos psicotrópicos de D. metel, similares aos de D. inoxia;
- Datura stramonium — apresenta folhas com margem dentada e flores mais pequenas;
- Datura discolor ou Datura meteloides — com folhagem verde-claro, caules com tiras roxas e flores que apenas abrem durante uma noite. As flores desta espécie são as maiores do género Datura, com a cor do interior da parte inferior da corola muito distinta do resto da flor (o que deu origem ao epíteto específico);
- Datura wrightii — esta espécie do sudoeste da América do Norte apresenta flores mais largas e de 5 dentes em lugar dos 10 dentes presentes na corola de D. inoxia.

Datura innoxia difere de D. stramonium, de D. metel e de D. fastuosa por apresentar de 7 a 10 venações secundárias de cada lado da nervura central da sua folha com anastomoses foliares formando arcos de 1 a 3 mm da margem. As restantes quatro espécies não apresentam anastomose das nervuras secundárias.

## Galeria

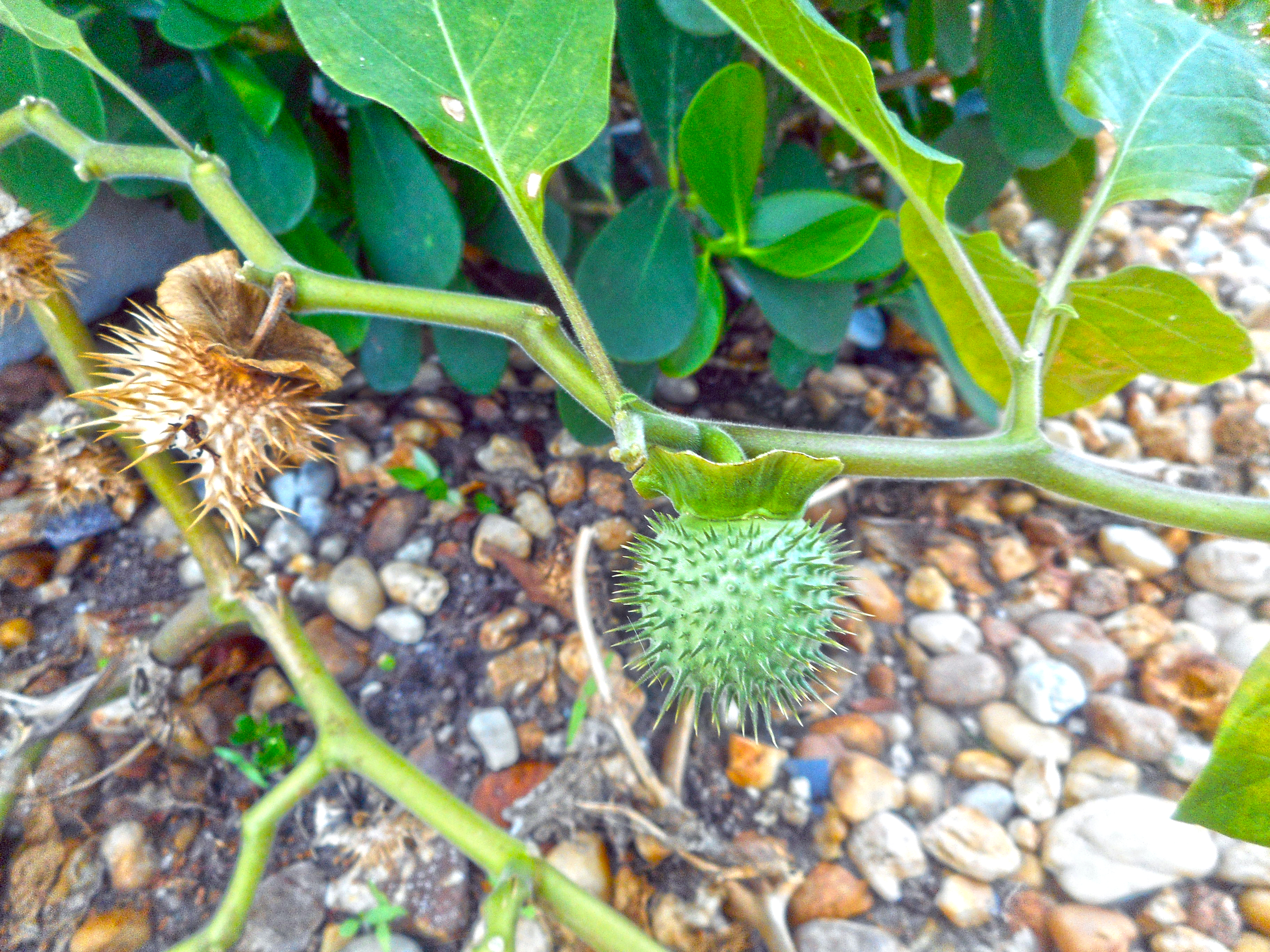
Fruto verde.
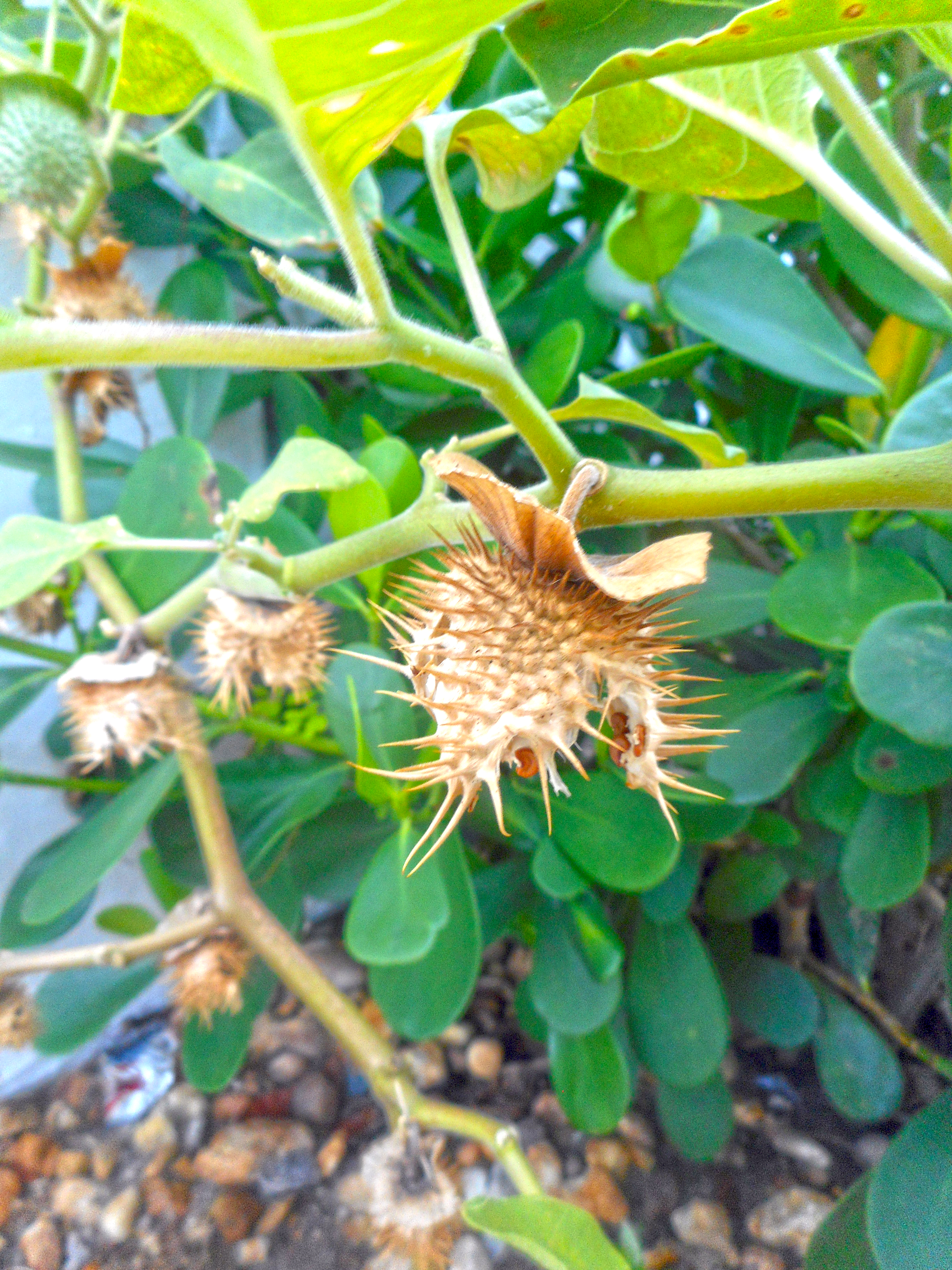
Fruto seco.
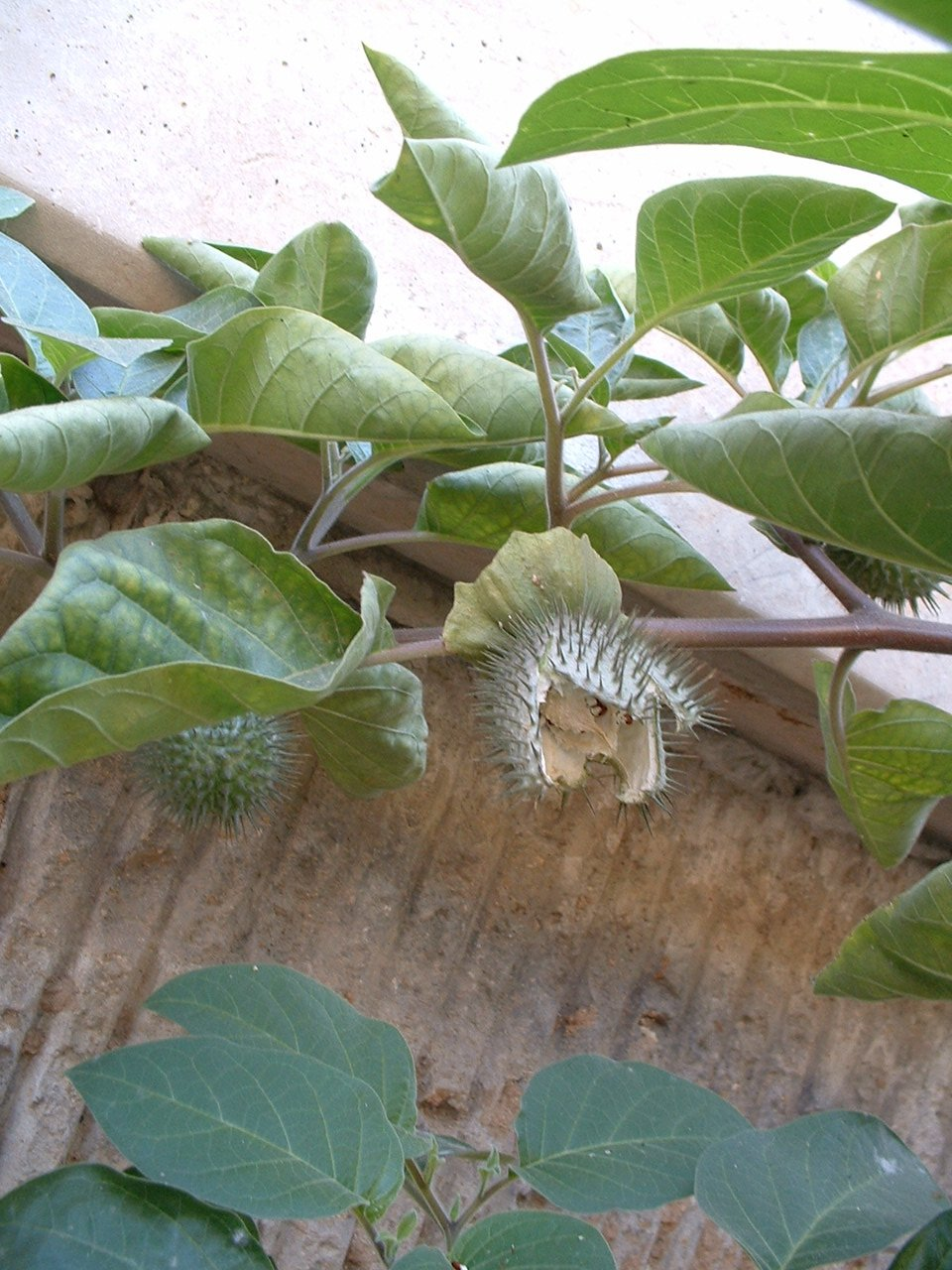
D. inoxia com fruto aberto.
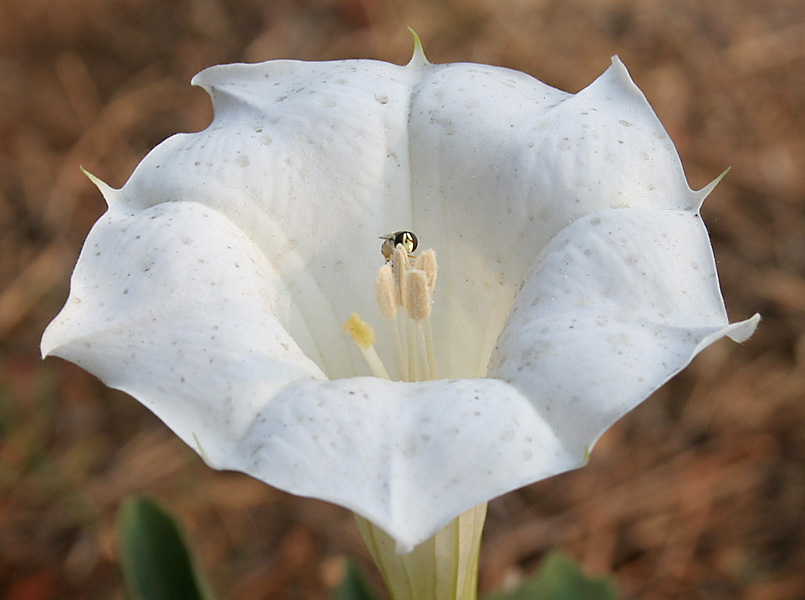
Flor de D. inoxia em Hyderabad (Índia).
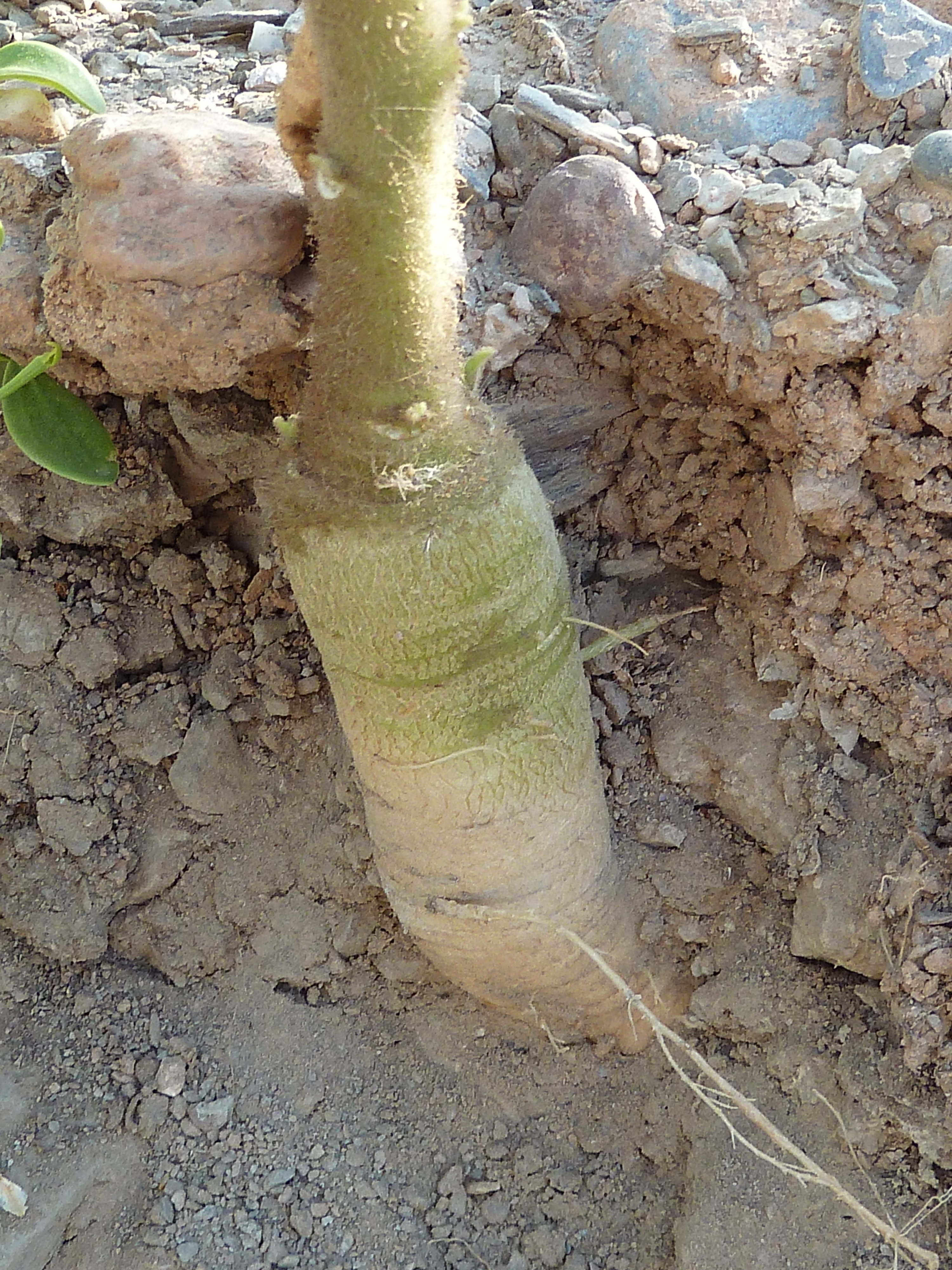
Raiz nabiforme.
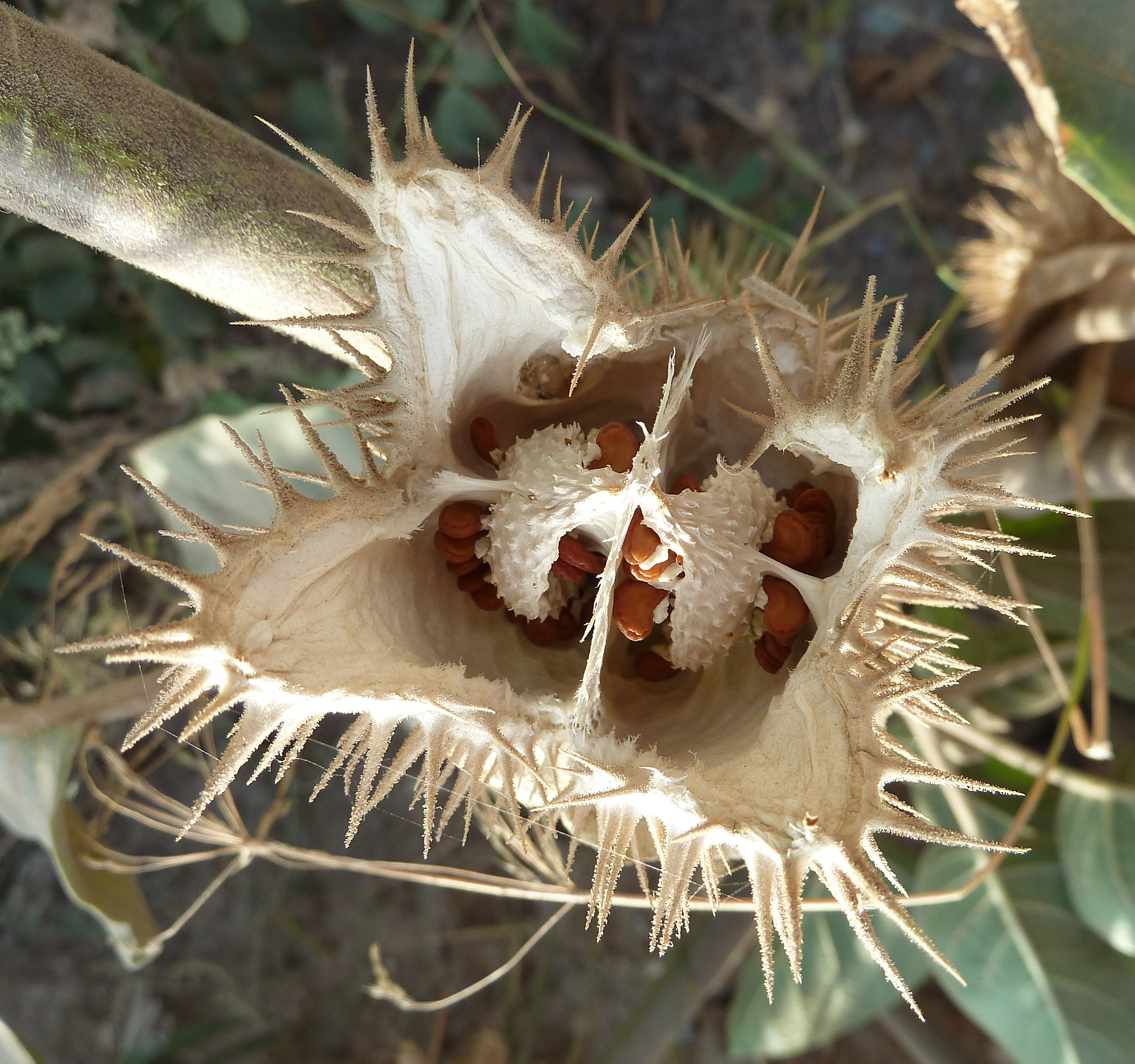
Fruto maduro aberto, deixando ver os tabiques de placentação com sementes aderentes.
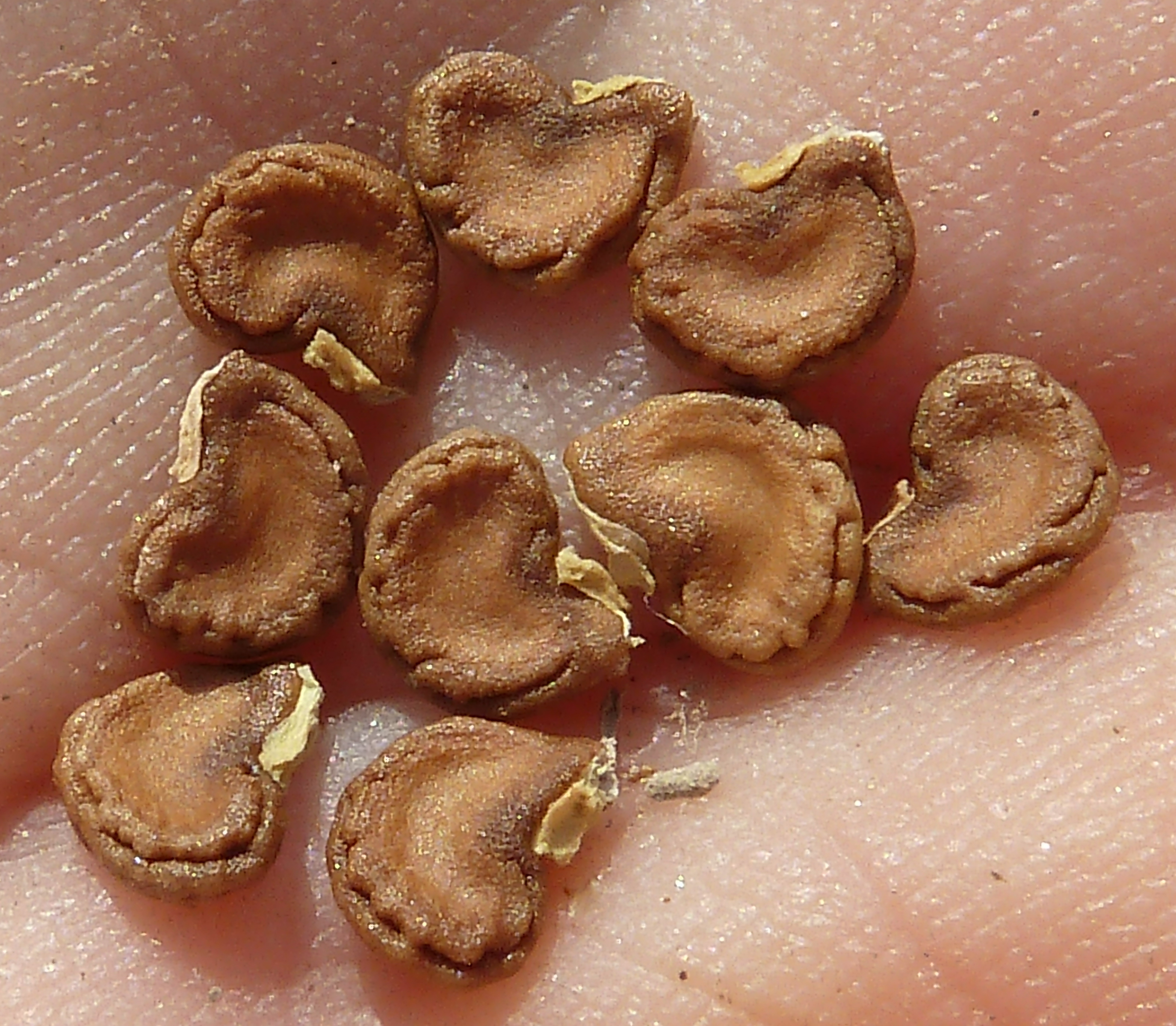
Sementes.